# Carex graeffeana
Carex graeffeana är en halvgräsart som beskrevs av Johann Otto Boeckeler. Carex graeffeana ingår i släktet starrar, och familjen halvgräs. Inga underarter finns listade i Catalogue of Life.